# NOAAS Nancy Foster (R 352)
Le NOAAS Nancy Foster (R 352) est un navire océanographique de la flotte de la NOAA (National Oceanic and Atmospheric Administration) en service depuis 2004.
Auparavant il était un navire de surveillance de l'United States Navy, sous le nom de USS Agate Pass (YTT-12), de 1990 à 1999. Le 13 août 1999, l'US Navy l'a retiré du service actif et il a été radié du Naval Vessel Register.

## Historique
Agate Pass (YTT 12) a été construit à l’intérieur des chantiers navals de McDermott à Amelia en Louisiane en septembre 1990. En 2001, l'United States Navy a transféré le navire à la NOAA, lui permettant de mener des recherches côtières les côtes américaines de l’Atlantique et des Caraïbes, et a été mis en service le 10 mai 2004 sous le nom de NOAAS Nancy Foster (R 352), nommé en l'honneur de Nancy Foster, directrice du Bureau des ressources protégées du National Marine Fisheries Service de 1986 à 1993 et directrice du National Ocean Service de 1997 à son décès en 2000.
En 2018, le navire a subi une série de mises à niveau à mi-vie afin de prolonger sa durée de vie utile de 30 ans. Les améliorations comprennent l’installation de nouveaux groupes électrogènes diesel et d’un moteur de propulsion principal plus puissants, le renouvellement des équipements principaux et la conservation intensive. L'équipement de pont comprend deux treuils et deux grues de pont, ainsi qu'un cadre A arrière et un cadre A bâbord. Cet équipement permet à l’équipage du Nancy Foster d’effectuer diverses opérations océanographiques, notamment le lancement et l’entretien de véhicules télécommandés (ROV), ainsi que des opérations de conductivité, de température et de profondeur avec son matériel CTD. Il a également des transducteurs montés sur la coque qui prennent en charge les levés multi-faisceaux, le profilage du courant par système acoustique (Acoustic Doppler current profiler (en) ADCP) et le relevé des eaux peu profondes.
Nancy Foster soutient la recherche appliquée pour le Bureau de la gestion des ressources océaniques et côtières du Service national des océans de la NOAA et le programme des sanctuaires marins nationaux, ainsi que pour le Bureau de l'exploration océanique et atmosphérique de la recherche océanique et atmosphérique de la NOAA, le Programme national de recherche sous-marine, et le National Sea Grant College Program (en).

## Galerie

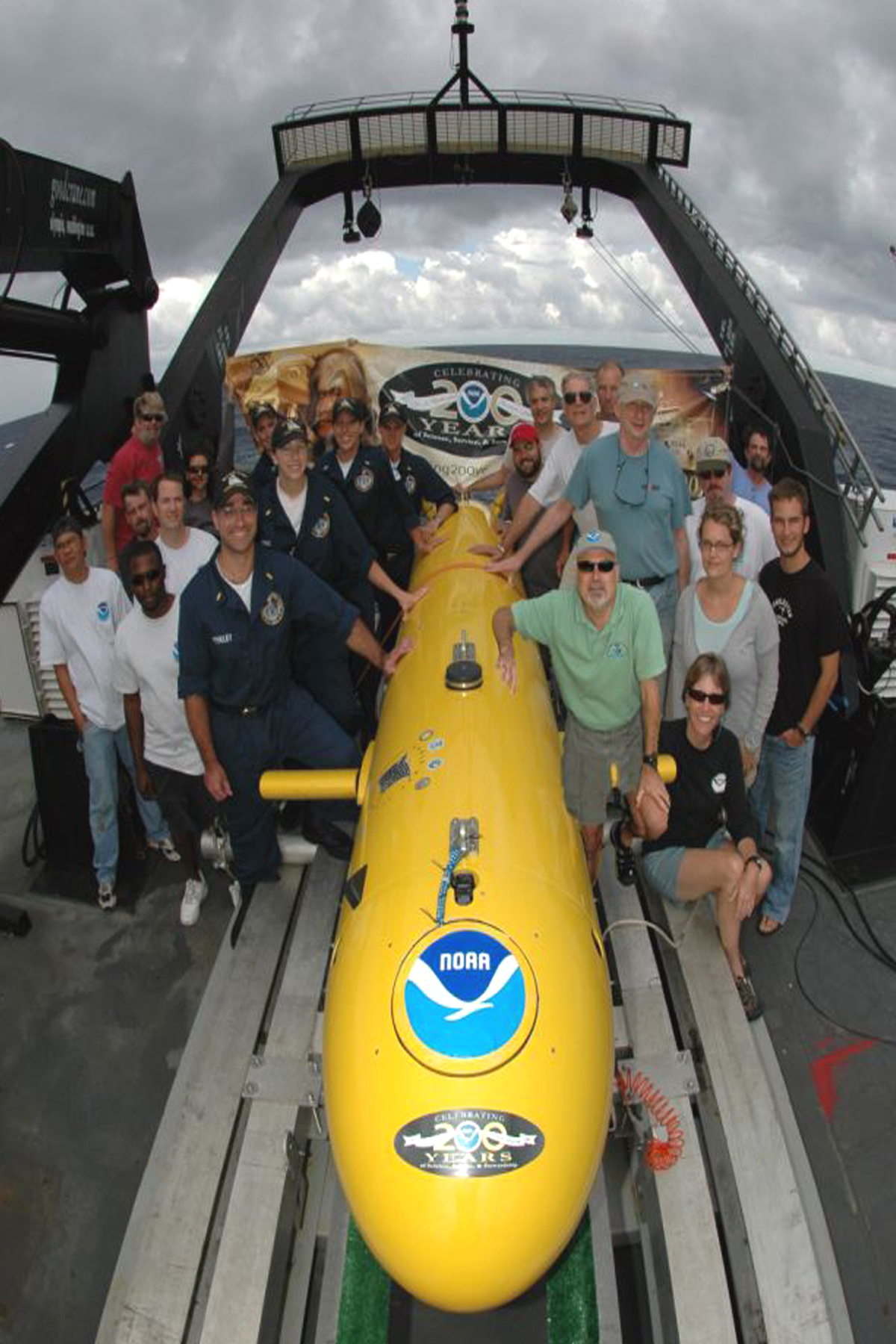
NOAAS Nancy Foster
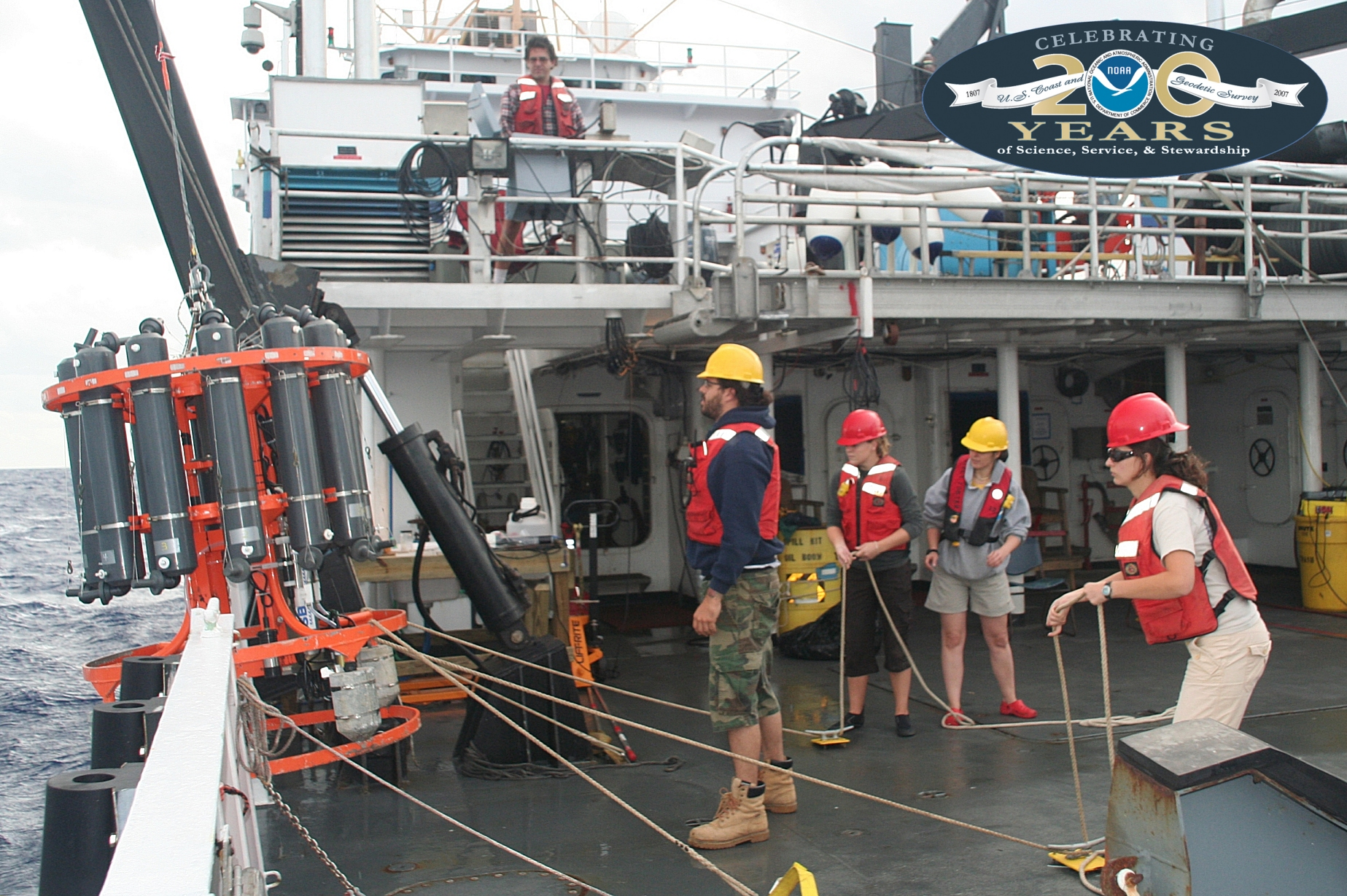
NOAAS Nancy Foster

## Note et référence
- (en) Cet article est partiellement ou en totalité issu de l’article de Wikipédia en anglais intitulé « NOAAS Nancy Foster (R 352) » (voir la liste des auteurs).